# Charis Verlag
Der Charis Verlag, auch Charis-Verlag genannt, war ein von dem Schriftsteller und Übersetzer Curd Ochwadt in der Nachkriegszeit in Hannover gegründeter Buchverlag. Ochwadt veröffentlichte über den Verlag hauptsächlich einen Teil seiner eigenen Schriften oder trat über den Verlag als Herausgeber auf. Schwerpunkte des Charis Verlags waren neben Regionalia und historischen Themen auch Aufsätze und Monographien. Verlagssitz war der Tessenowweg 11 im hannoverschen Stadtteil Kirchrode. Als „Tessenow-Weg 11“ in Hannover wurde die Adresse zudem durch den Briefwechsel Ochwadts mit dem aus Rumänien stammenden Schriftsteller Alfred Kittner dokumentiert.
Zwei Publikationen des Verlags zur Festung Wilhelmstein und zum Steinhuder Meer wurden 1996 in der Allgemeinen schweizerischen Militärzeitschrift rezensiert.
Der deutsch-israelische Bibliothekar, Literaturwissenschaftler und Schriftsteller Werner Kraft fragte brieflich aus Jerusalem im Kontext zu einer Schrift über Franz Kafka 1963 bei Ochwadt an, ob er ein Manuskript über den Charis-Verlag veröffentlichen könne.
Kürschners deutscher Literatur-Kalender erfasste den Charis-Verlag im Jahr 2010, das Adressbuch des Deutschen Buchhandels im Jahr 2014.

## Publikationen
- Curd Ochwadt: Ein kleiner Väinämöinen. Eine Beobachtung mit einigen Hinweisen auf den finnischen Volksepos Kalevala. Für einen Freundeskreis. Charis-Verlag, Hannover 1962.
- Rimbauds letzte Reise / Isabelle Rimbaud. In London 1874 / Vitalie Rimbaud (= Le dernier Voyage de Rimbaud). Übersetzung und Nachbemerkungen von Curd Ochwadt. Charis-Verlag, Hannover 1964, ISBN 3-89086-801-0.
- Der Sieg der Hannoveraner in der Schlacht bei Langensalza am 27. Juni 1866. Nach Berichten von Augenzeugen. Faksimile der Ausgabe Schulze, Celle 1866. Charis-Verlag, Hannover 1966.
- Wilhelmstein und Wilhelmsteiner Feld. Vom Werk des Grafen Wilhelm zu Schaumburg-Lippe (1724–1777). Charis-Verlag, Hannover-Kirchrode [1970].
- Das Steinhuder Meer. Eine Sammlung von Nachrichten und Beschreibungen bis 1900. Mit Übersetzungen und Nachbemerkungen herausgegeben von Curd Ochwadt. Charis-Verlag, Hannover 1967.
- Peter Hübotter, Curd Ochwadt: Das Steinhuder Meer. Karte mit Flur- und Fischerflurnamen. Charis-Verlag, Hannover-Kirchrode [1967].
- Curd Ochwadt, Erwin Tecklenborg (Hrsg.): Das Mass des Verborgenen. Heinrich Ochsner zum Gedächtnis. Charis-Verlag, Hannover 1981, ISBN 3-921160-06-5.
- Die Kristallnacht in Hannover. Erinnerungen eines damals 15jährigen. Charis-Verlag, Hannover 1988, ISBN 3-921160-07-8.
- Verirrungen eines Heidegger-Biographen. Bedauerliche Auslassungen des Professors Hugo Ott in den Jahren 1996/97. Eine Dokumentation, zusammengestellt und mit Kommentaren von Curd Ochwadt. Charis-Verlag, Hannover 1997, ISBN 3-921160-09-X.
- Curd Ochwadt (Hrsg.): Wie ich mich beym Brunnentrinken habe ärgern müssen. Wer mich nicht lesen will, der kanns ja bleiben lassen / Johann Friedrich Jugler. Nach zwei Jahrhunderten und 312 Monaten neu ans Licht gestellt vom Ururururenkel des Autors. Charis-Verlag, Hannover 2002, ISBN 3-921160-11-1.
- Die Sonne der Wasser. Schauspiel für ein Fischergemälde / René Char (= Le soleil des eaux), Übersetzung und mit einem Nachwort von Curd Ochwadt. Charis-Verlag, Hannover 2002, ISBN 3-921160-10-3.